# The She-Devil
The She-Devil é um filme mudo de drama romântico norte-americano de 1918, dirigido por J. Gordon Edwards e estrelado por Theda Bara.
Este foi o último filme em que Alan Roscoe estrelou com Theda Bara; eles apareceram em seis filmes juntos, começando com Camille.

## Sinopse

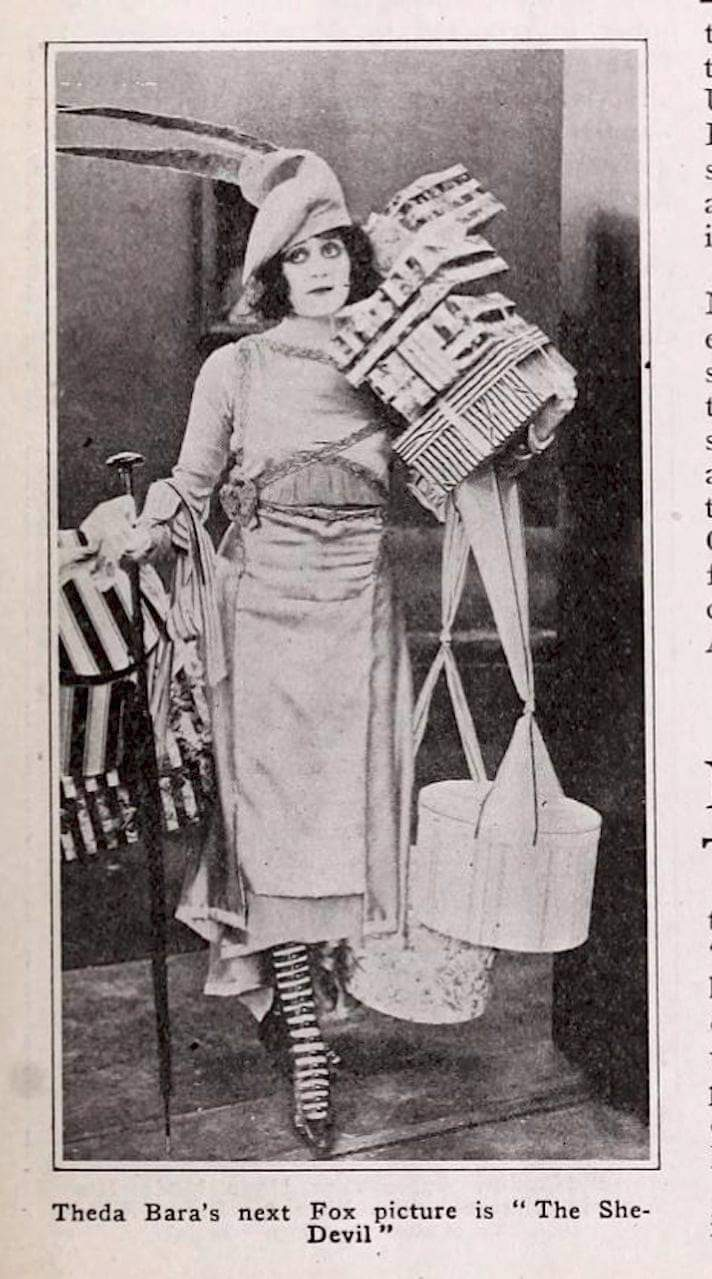
Theda Bara em The She-Devil.

Conta a saga de lolette, uma fogosa camponesa que deixa seu amado pelo dinheiro e acaba acumulando uma penca de amantes pela falta de amor no relacionamento com "the tiger"(o tigre) como este é conhecido, com quem foge de sua aldeia.

## Elenco
- Theda Bara - Lolette
- Alan Roscoe - Maurice Taylor
- Frederick Bond - Apollo
- George A. McDaniel - O Tigre

## Status de preservação
O filme atualmente é considerado perdido.